# Petronymphe
Petronymphe, biljni rod lukovičastih geofita u porodici šparogovki (Asparagaceae) i redu šparogolike (Asparagales), dio je potporodice Brodiaeoideae. 
Pripadaju mu dvije vrste meksičkih endema iz Guerrera i Oaxace Rod je opisan 1951. kao monotipičan, s vrstom Petronymphe decora, čije je jedino poznato stanište bilo blizu Acahuizotle, 1 sat južno od Chilpancinga na oko 3500 metara  nadmorske visine gdje rastu na 30 m okomitim liticama iznad rijeke.
Godine 2016. opisana je nova vrsta P. rara, otkrivena u Oaxaci.

## Vrste
1. Petronymphe decora H.E.Moore, Guerrero
2. Petronymphe rara J.Gut., Oaxaca)